# Влоцлавек
Влоцла́век (пол. Włocławek) — город в Польше, в Куявско-Поморском воеводстве. Расположен на Висле при впадении в неё реки Згловёнчки, центр одноимённой епархии.
Население около 123000 человек.
Недалеко от города расположена ГЭС на Висле мощностью 160 мегаватт.

## История

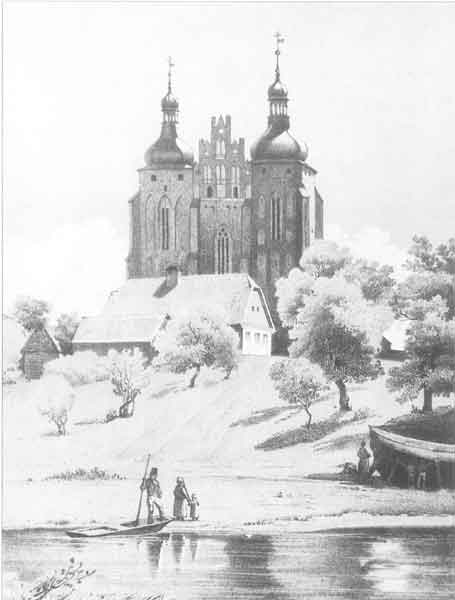
Кафедральный собор во Влоцлавеке, рисунок сделан около 1860 года

Один из древнейших городов Польши. Епархия с центром во Влоцлавеке впервые упомянута в папской булле от 1148 года. В 1255 году куявский князь Казимир I ввёл в городе кульмское право (разновидность магдебургского права), но историки предполагают, что возможно Влоцлавек получил права города гораздо раньше. В 1308—1332, 1392 и 1431 годы город опустошался набегами тевтонских рыцарей, в 1329 году они сожгли городской кафедральный собор. После Торуньского мира (1466) началось более интенсивное развитие города.
По мнению некоторых историков, в конце XV века во Влоцлавеке учился Коперник.
Город был крупным центром торговли хлебом в Речи Посполитой. В 1569 году епископ Станислав Карнковский основал во Влоцлавеке семинарию, которая действует до сих пор. В XVI веке в городе уже был водопровод, что явно свидетельствует о его богатстве.
В 1620 году город сгорел в пожаре, а в 1623 году во Влоцлавеке была эпидемия. В 1657 году (во время Шведского потопа) город был ещё раз сожжён шведами, а его население снизилось до 1000 человек. В 1708 году ещё одна эпидемия унесла сотни людей.
После второго раздела Речи Посполитой (в 1793—1807 годах) Влоцлавек оказался на территории Прусского королевства. По решению Венского конгресса — в составе Российской империи, уездный город Варшавской губернии.
В конце XIX века в городе проживало около 20 000 человек.

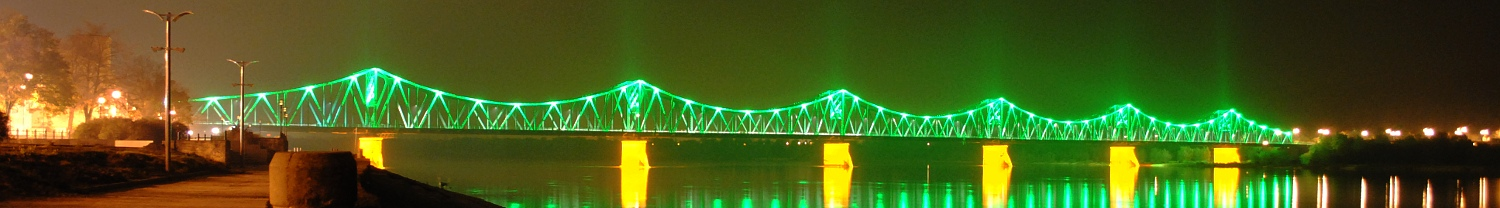
Мост им. Эдварда Рыдз-Смиглы

До 1999 года Влоцлавек был центром Влоцлавского воеводства, упразднённого в итоге административной реформы.
Неподалёку Влоцлавека в селе Миканово на одной из двух точек соединения газопровода Ямал — Европа с польской газотранспортной системой в 2019 году была установлена газовая сушильная установка, так как молекулы воды представляют большую опасность для системы передачи и даже больше для распределительных трубопроводов.

## Спорт
В городе располагается баскетбольный клуб «Анвил», выступающий на арене Хала Мистшув.

## Известные уроженцы
- Глузиньский, Владислав (1856—1935) — один из самых выдающихся врачей в истории польской медицины, специалист по внутренним болезням, педагог.
- Деникин, Антон Иванович (1872—1947) — русский военачальник, герой Русско-японской и Первой мировой войн, один из руководителей Белого движения на Юге России.
- Рейхштейн, Тадеуш (1897—1996) — польско-швейцарский химик-органик и биохимик, лауреат Нобелевской премии по физиологии и медицине (1950).
- Райх-Раницкий, Марсель (1920—2013) — немецкий литературный критик и публицист.

## Города-побратимы
- Могилёв, Беларусь (1995)
- Бедфорд, Великобритания
- Измаил, Украина
- Хмельницкий, Украина
- Сент-Авольд, Франция